# Washington Bridge (New York)
Die Washington Bridge ist eine Straßenbrücke über den Harlem River in New York. Sie verbindet Manhattan und die Bronx. Sie überführte ursprünglich den U.S. Highway 1, der jetzt über die Alexander Hamilton Bridge verläuft.

## Beschreibung
Die insgesamt 508 m lange und 24,4 m (80 ft) breite Bogenbrücke überspannt mit einem Bogen den Harlem River und den an ihm entlang führenden Harlem River Drive in einer Höhe von 46 m (151 ft). Der zweite Bogen überbrückt die Gleise der Hudson Line MT4, den Major Deegan Expressway und die Sedgwick Avenue.
Sie hat sechs Fahrspuren, die in der Mitte und gegenüber den beiden engen Gehwegen durch Betongleitwände (Jersey barriers) getrennt sind. Vor den gusseisernen, mit Bronzeornamenten verzierten Balustraden wurden hohe Maschendrahtzäune zur Absturzsicherung montiert, so dass von den Art-déco-Geländern kaum noch etwas zu sehen ist.
Ihre zwei stählernen Bögen haben Stützweiten von je 155,5 m (510 ft). Jeder Bogen besteht aus sechs Bogenrippen, die etwa 4 m hoch sind und untereinander durch dünne Quer- und Schrägstreben versteift sind. Sie sind auf Widerlagern aus großen Granitblöcken gelagert. Die Fahrbahn wird nicht, wie üblich, durch wenige Stützen, sondern von einem filigran anmutenden System aus vertikalen und horizontalen Streben getragen. Die lichte Höhe des Bogens über dem Harlem River beträgt 40,7 m (133,5 ft).
Die Bögen werden durch drei Pfeiler eingerahmt, die aus einem mit Beton gefüllten Natursteinmauerwerk bestehen. Die steilen Hänge an beiden Seiten werden mit gemauerten, mit Beton gefüllten Bogenbrücken mit jeweils drei 18,3 m weiten Rundbögen überwunden, lediglich am östlichen Ende befindet sich noch ein Korbbogen, unter dem die Undercliff Avenue verläuft.

## Geschichte
Die Washington Bridge wurde von Charles Conrad Schneider entworfen. In den Vergabeverhandlungen wurden eine Reihe von Ornamenten weggelassen, um Kosten zu sparen. Schließlich wurden verschiedene Einzelangebote in einem Generalunternehmervertrag mit einem Vertragspreis von $ 2.055.000 zusammengefasst. Man war sich allerdings bewusst, dass manche Details aus Zeitgründen noch nicht geklärt werden konnten und der Preis deshalb noch steigen würde.
Die Brücke wurde am 1. Dezember 1888 für den Fußgängerverkehr eröffnet. Es war geplant, sie am 22. Februar 1889 (George Washingtons Geburtstag und das hundertjährige Jubiläum seiner ersten Präsidentschaft) für den Kraftverkehr freizugeben. Die vollständige Eröffnung verzögerte sich jedoch bis Dezember. Sie hatte damals zwei 4,5 m (15 ft) breite Gehwege und eine ungeteilte 15 m (50 ft) breite Fahrbahn.
Nach der Fertigstellung der George Washington Bridge 1931 floss der Verkehr in die Bronx von dieser Brücke über die Washington Bridge. In den 1940er Jahren begann man, Rampen zu bauen, um das westliche Ende der Brücke mit den Straßentunneln zu verbinden, die zur George Washington Brücke führten. Dies erlaubte es, den Verkehr von New Jersey an den verstopften Straßen des oberen Manhattan vorbeizuschleusen.
Die Alexander Hamilton Bridge wurde Mitte der 1950er Jahre geplant, um eine direkte Verbindung zwischen den von Robert Moses vorgeschlagenen Trans-Manhattan- und Cross-Bronx-Schnellwegen zu schaffen. Sie sollte auch den zusätzlichen Verkehr aufnehmen, der durch die Erweiterung der George Washington Bridge durch eine untere Etage mit einer sechsspurigen Straße entstand. Die Fertigstellung der Alexander Hamilton Bridge 1963 zog einen großen Teil des Verkehrs von der Washington Bridge ab.